# Prefettura di Rabat
La prefettura di Rabat è una delle prefetture del Marocco, parte della Regione di Rabat-Salé-Kenitra.

## Geografia antropica

### Suddivisioni amministrative
La prefettura di Rabat conta 5 quartieri (arrondissement) di Rabat e 1 municipalità:

#### Quartieri
- Agdal Ryad
- El Youssoufia
- Hassan
- Souissi
- Yacoun El Mansour

#### Municipalità
- Touarga